# Makonde
Die Makonde sind ein Bantuvolk im Südosten Tansanias. Ein weiterer beachtlicher Teil des Makonde-Volkes siedelt seit langer Zeit jenseits des Rovuma-Grenzflusses in Mosambik. Ihre Sprache ist das ChiMakonde.

## Geschichte

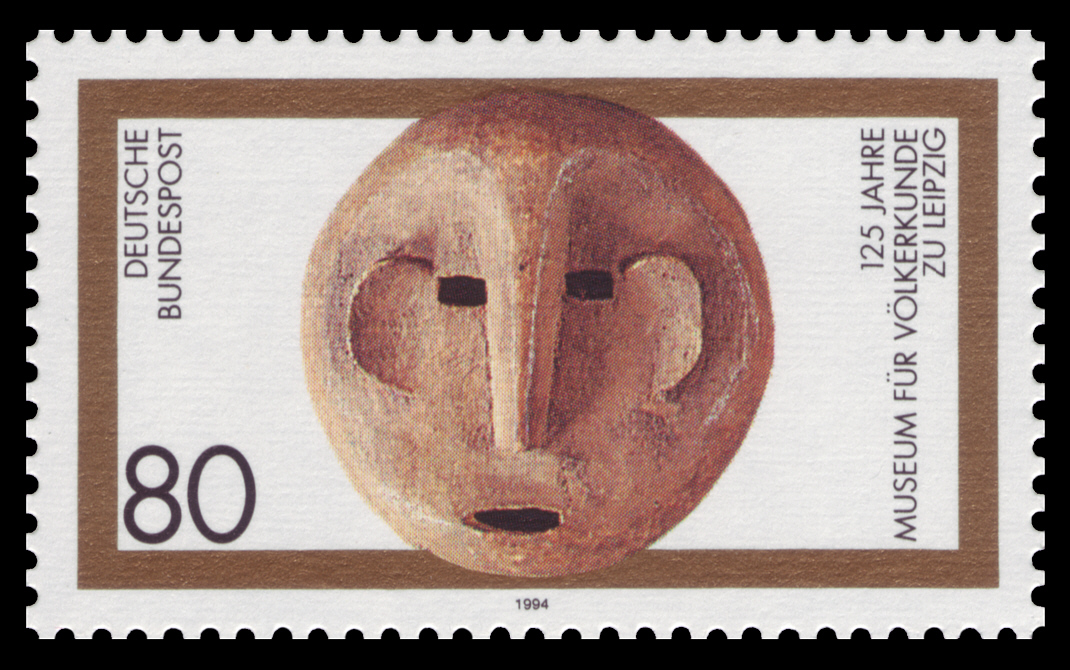
Die Deutsche Briefmarke von 1994 zum Jubiläum „125 Jahre Museum für Völkerkunde zu Leipzig“ zeigt eine Maske der Makonde

Die Makonde sind eine der fünf Hauptethnien in Tansania. Sie leben relativ isoliert auf dem auch heute noch schwer zugänglichen Makonde-Plateau. Dadurch wurden sie weniger durch koloniale Entwicklung in Mitleidenschaft gezogen. Die genaue Rolle der tansanischen Makonde während des sog. Maji-Maji-Aufstandes 1905–1907 ist heute nur noch schwer zu recherchieren, zumal es sich nicht um eine hierarchisch geführte Ethnie, sondern um zum Teil weit verstreut lebende Gemeinschaften handelt. Untersuchungen, insbesondere Literaturauswertungen, der Hamburg Mawingu Collection (Peter-Andreas Kamphausen) haben ergeben, dass sich wohl nur vereinzelt lokale Makonde-Gruppen auf die Seite der Aufständischen geschlagen haben dürften. Dies hing wahrscheinlich damit zusammen, dass die Makonde unter anderen Ethnien, die am Aufstand maßgeblich beteiligt waren (z. B. Ngoni), selbst immer wieder als Folge von Übergriffen zu leiden hatten.
Des Weiteren war den Makonde offenbar aus sog. „Strafexpeditionen“ der deutschen Kolonialtruppen in früheren Jahren deren militärische Stärke noch in Erinnerung. Bemerkenswert ist in diesem Zusammenhang, dass der deutsche Ethnologe Karl Weule 1906 seine Expedition nur deshalb in den bereits ab Herbst 1905 wieder „ruhigen“ äußersten Südosten des damaligen Deutsch-Ostafrika (heutiges Tansania) u. a. zu den Makonde geführt hat und er diese dort auch weitgehend unbehelligt durchführen konnte, weil ihm von der deutschen Militärführung wegen der unsicheren Lage davon abgeraten worden war, entsprechend seiner ursprünglichen Planung in nördlichere Regionen zu reisen.
Die Makonde sind bekannt für ihren kulturellen Konservativismus und ihre Bereitschaft, ihr Land und ihre Lebensart zu verteidigen. So haben z. B. viele Makonde während des Unabhängigkeitskrieges in Mosambik für die Frelimo gekämpft.
In Tansania und Mosambik sind die Makonde gesellschaftlich und politisch integriert, so gehört der vierte Präsident von Mosambik, Filipe Nyusi, der Volksgruppe an. Auch Benjamin William Mkapa, Präsident Tansanias von 1995 bis 2005, war ein Makonde. Anders ist die Situation in Kenia, wohin besonders in den 1930er Jahren Familien auswanderten, um für die britischen Kolonialherren zu arbeiten. Die in Kenia lebenden Makonde hatten nach der Unabhängigkeit des Staates keine Staatsbürgerschaft erhalten und galten jahrzehntelang als staatenlos. Im Oktober 2016 marschierten hunderte Makonde von Kwale nach Nairobi und verlangten ein Gespräch mit Präsident Uhuru Kenyatta. Daraufhin wurden die Makonde als 43. Volk Kenias anerkannt, bis November 2017 wurden 1.200 Ausweise an Makonde ausgestellt.

## Traditionelle und moderne Skulpturen und Masken

### Traditionelle Skulpturen und Masken

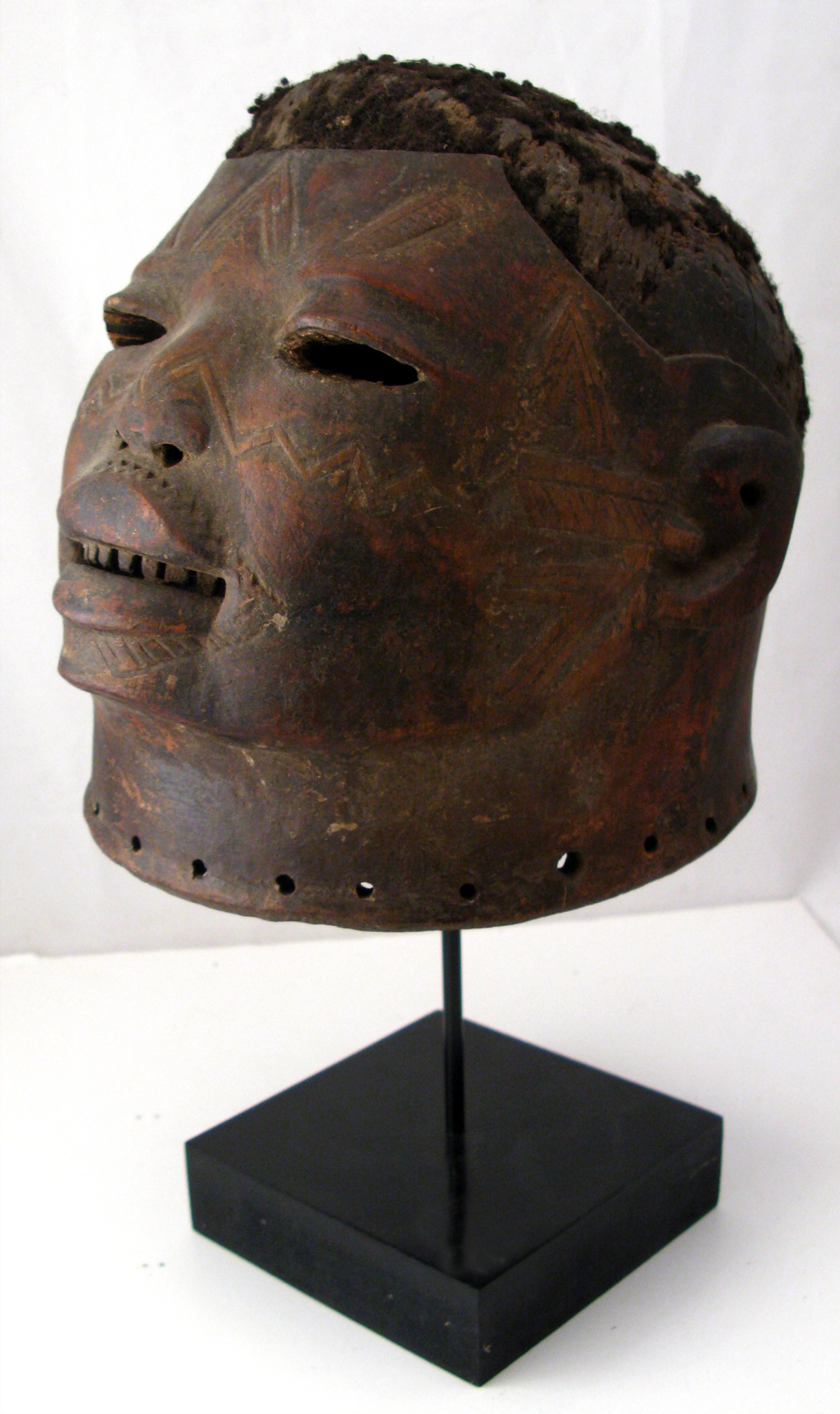
Helmmaske, ein ursprünglich aus Mosambik stammender Stil

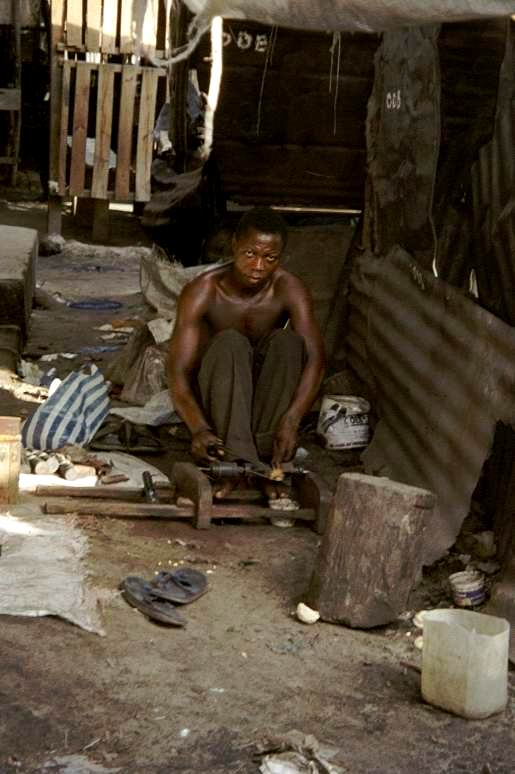
Makonde-Schnitzer auf dem Mwenge-Markt in Dar-es-Salaam bei der Arbeit

1994 wurde im Haus der Kulturen der Welt in Berlin sowie im Lenbachhaus-Kunstbau, München, eine Ausstellung traditioneller afrikanischer Skulpturen gezeigt. Unter dem Titel Tanzania. Meisterwerke afrikanischer Skulptur waren in dieser Ausstellung auch zahlreiche Masken und Skulpturen der Makonde zu sehen. Diese waren aus deutschen und internationalen Museen sowie privaten Sammlungen ausgewählt worden. 
Im begleitenden, umfangreichen Katalog beschrieb Giselher Blesse, Ethnologe und ehemaliger Mitarbeiter des Museums für Völkerkunde zu Leipzig, die Verwendung dieser Masken (Singular: lipiko, Plural: mapiko) in rituellen Tanzvorführungen. Vor allem zum Abschluss der Initiationsriten für Jungen bzw. Mädchen führten maskierte junge Männer solche Tänze für die Dorfgemeinschaft auf. Dabei stellten die vollständig verhüllten Tänzer zum Klang von Trommeln und Gesang mit energischen, teilweise Furcht erregenden Bewegungen die Ahnen und Geister der Ethnie dar.  
Bei diesen Masken unterscheidet man solche, die vor dem Gesicht des Tänzers befestigt wurden von Stülp- oder Helmmasken, die auf dessen Kopf getragen wurden. Beide Formen sowie vor dem Körper des Tänzers befestigte Brustplatten sind als frühe Beispiele traditioneller Schnitzkunst aus Tanganjika seit Beginn des 20. Jahrhunderts und vermehrt danach in westlichen Sammlungen vertreten.
Masken und die selteneren Vollplastiken der Makonde sowie benachbarter Ethnien tragen männliche oder weibliche Gesichtszüge, indem letztere auch durch die charakteristischen Lippenpflöcke gekennzeichnet sind. Einige Masken verkörpern Tiere wie Antilopen, wobei Tierfiguren mit langen Hörnern auch als Teufelsmasken (sheitani) bezeichnet werden. Weiterhin erwähnt Blesse künstlerisch verzierte Gebrauchsgegenstände der Makonde wie Hocker, Behälter für Tabak oder rituelle Medizin sowie figürliche Teile von Musikinstrumenten.
Isoliert von und resistent gegen Einflüsse von außen entwickelten die Makonde, die außergewöhnliche Kunsthandwerker (Holzschnitzer) sind, einen hohen Grad ethnischen Selbstbewusstseins. 

### Moderne Makonde Skulpturen und Masken
Die bekanntesten Makonde-Künstler sind ab den 1950er-Jahren nach Dar es Salaam gezogen, von wo aus ihre Schnitzkunst in den folgenden Jahrzehnten internationale Anerkennung erfahren hat und seitdem in bedeutenden Sammlungen vertreten ist: in Deutschland z. B. in der Sammlung Aurnhammer und der Hamburg Mawingu Collection. Zu den international anerkannten zeitgenössischen Makonde-Künstlern zählte George Lilanga, der außer einigen Skulpturen einen eigenen, unverwechselbaren Stil vor allem als Maler entwickelt hatte. 
Viele bedeutende Makonde-Schnitzer der „ersten Stunde“, die das Bild der sog. „Modern Makonde Art“ geprägt haben (z. B. Samaki, Dastani, Chanuo, Karinto u. a.), leben nicht mehr. George Lilanga ist am 27. Juni 2005 im Alter von 70 Jahren in Dar es Salaam gestorben. Die HMC: George Lilanga Collection hat dem Künstler ein systematisches Werkverzeichnis gewidmet.
Die Schnitzkunst der Makonde hatte ihre Höhepunkte beginnend in den 1960er-Jahren bis in die frühen 1990er-Jahre. Danach waren eine Reihe der prägenden Schnitzer gestorben und es gab (und gibt) nur wenige Nachfolger, die die Schnitzkunst noch in vergleichbarer Qualität und Ausdruckskraft beherrschen. Alle Meisterschnitzer hatten jedoch Schüler, die z. T. ebenfalls qualitativ überdurchschnittlich gute Werke herstellen können. Dazu zählt z. B. Mbangwende Moris, ein Schüler von Chanuo. Auch Malangange versucht sich im Chanuo-Stil. Augostino Mwanga war Schüler und langjähriger Mitarbeiter von Dastani. Lugwani hat eine eigene Richtung im Rahmen des Mawingu-Stils entwickelt.
Das Marktgeschehen um die Makonde-Schnitzkunst hat sich schon immer zwischen herausragenden Werken, die dann häufig als Sammlerstücke in internationale Kollektionen aufgenommen wurden, und massenhaft produzierter sog. „Airport-Art“ bewegt. Heute überwiegt ganz eindeutig minderwertige, auf Hochglanz polierte oder mit Schuhcreme geschwärzte „Touristen-Kunst“ in kleineren Formaten, die auf verschiedenen Plätzen in Ostafrika (z. B. Mwenge-Markt in Dar es Salaam/Tansania oder in Nairobi/Kenia) angeboten wird.
Beispiele verschiedener Skulpturen von modernen Makonde Künstlern:

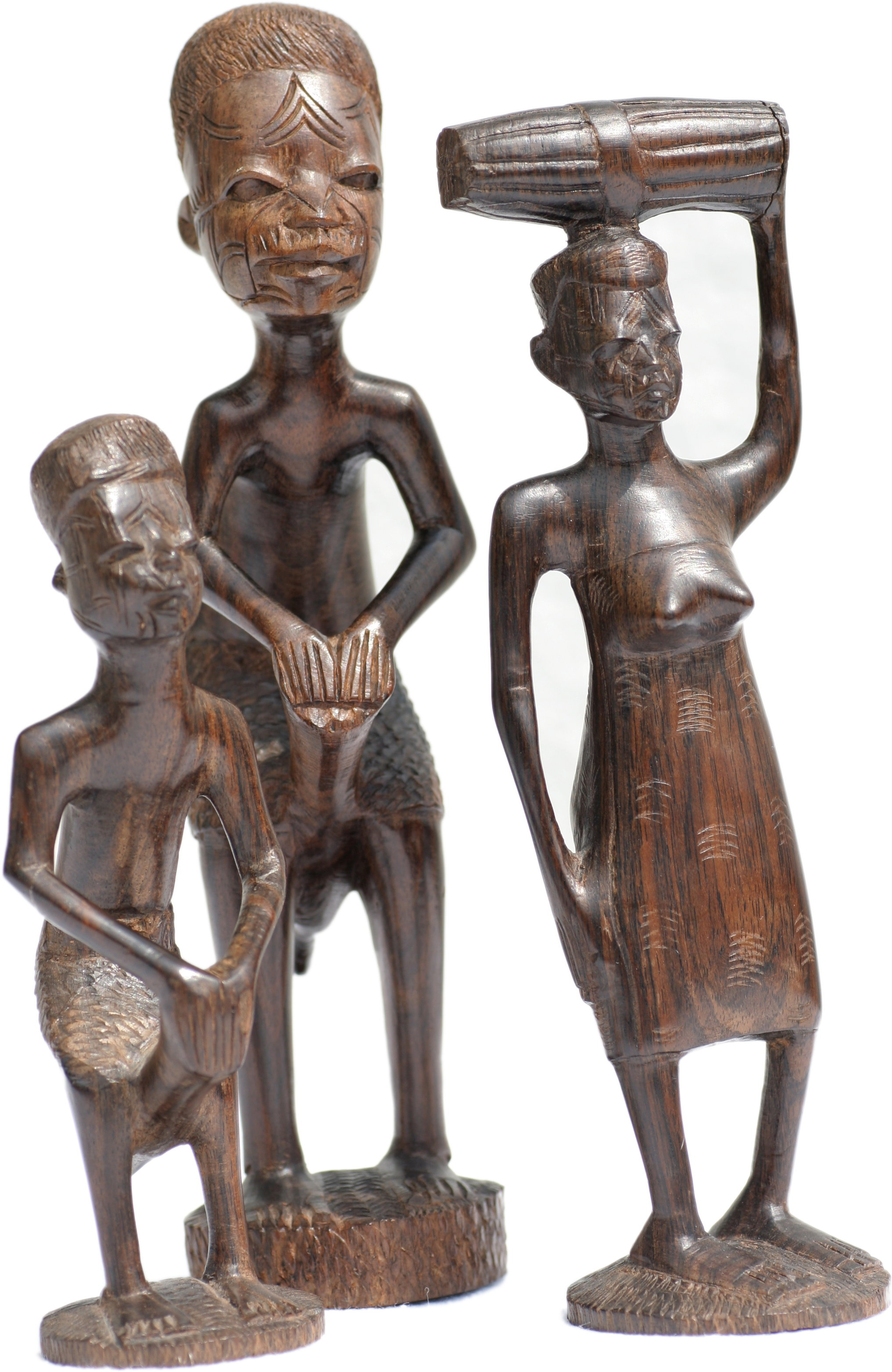
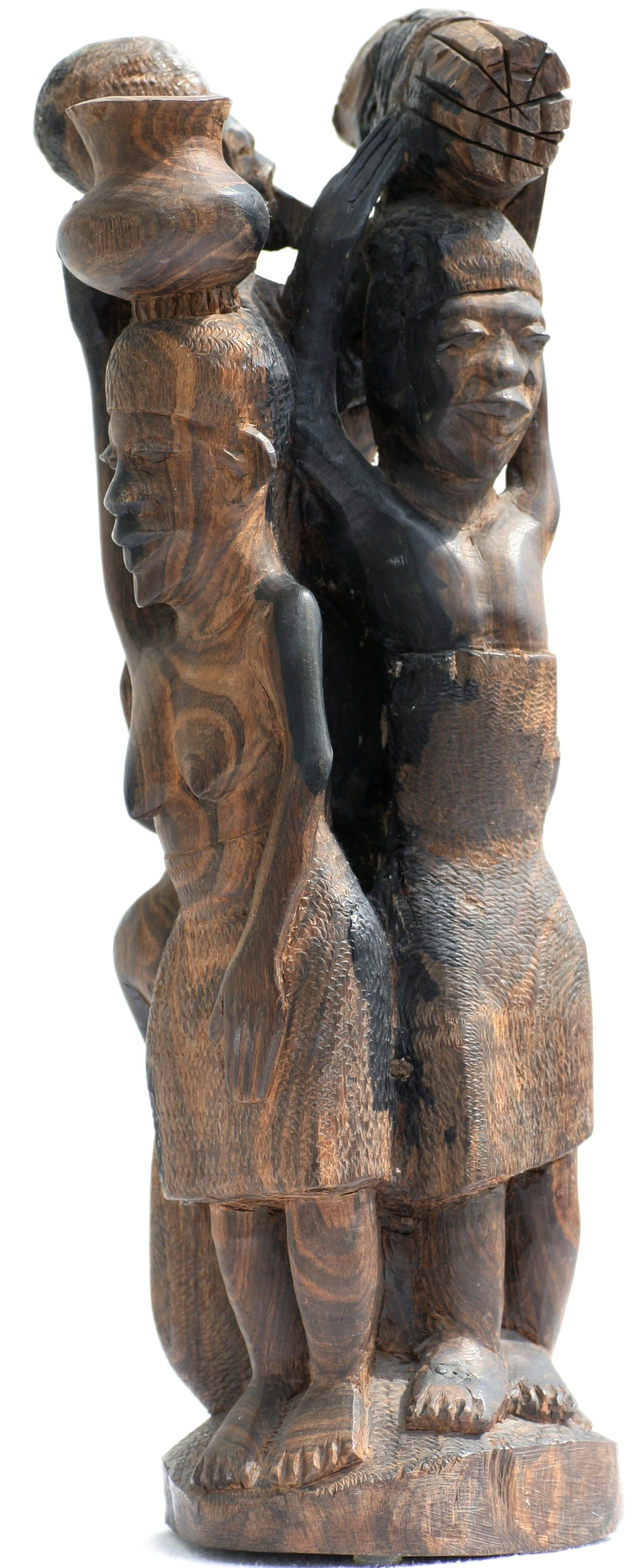
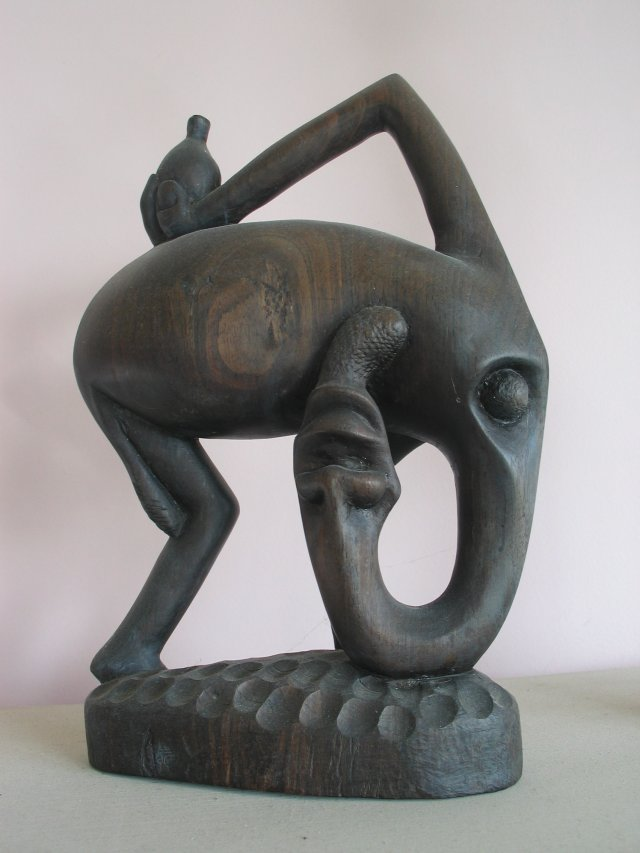
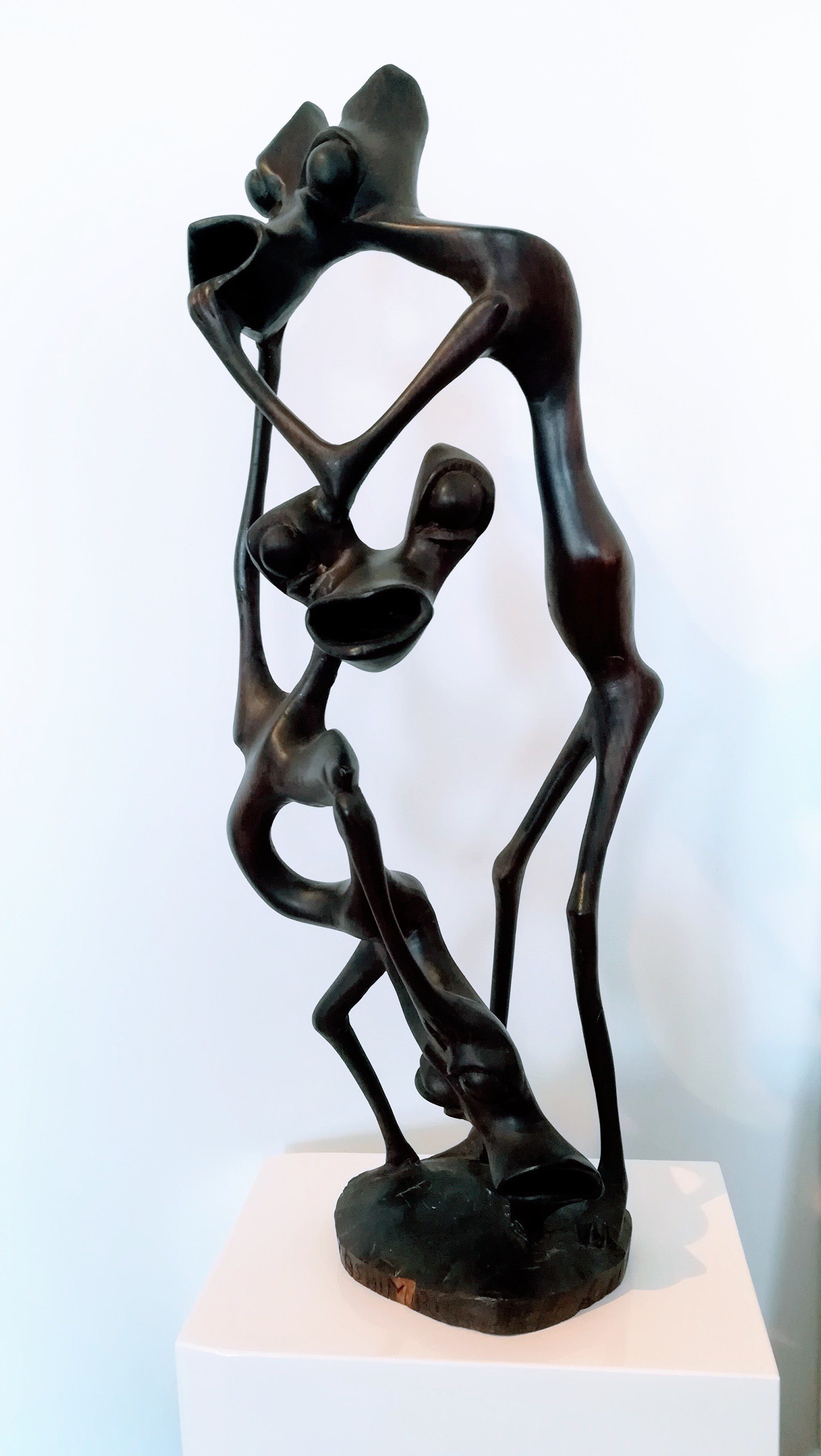
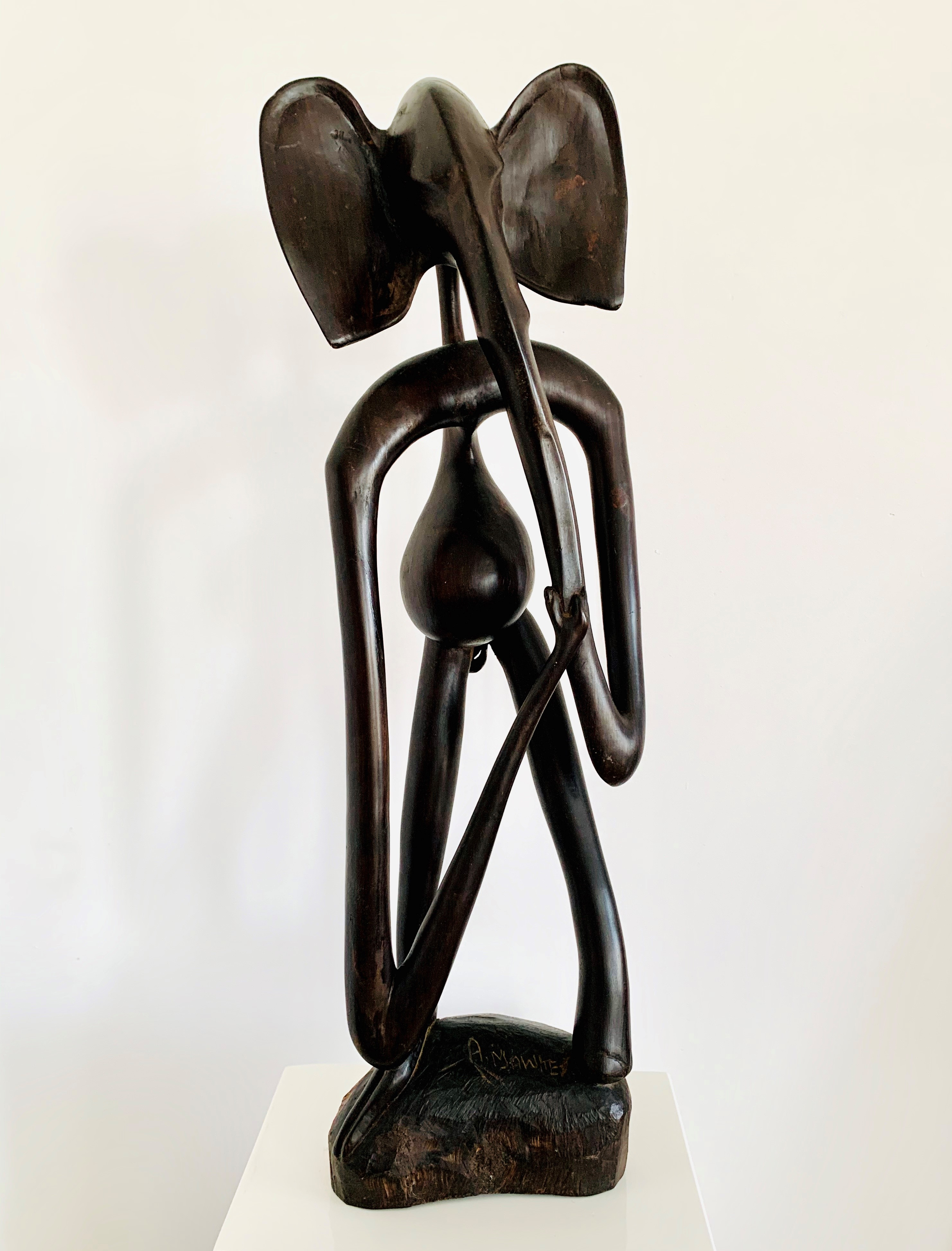